# Émile Druart
Émile Druart (* 19. Jahrhundert; † 20. Jahrhundert) war ein belgischer Bogenschütze.
Druart trat bei den Olympischen Spielen in Paris im Wettbewerb Sur la perche à la herse, dem Mastschießen der Bogenschützen an und belegte den zweiten Rang, womit er als Silbermedaillengewinner geführt wird.